# 반가
반가(일본어: 半家 한케[*])는 가마쿠라 시대 이후에 성립된 공가 가격으로서, 당상가 중 최하위에 위치한다. 원평등귤을 비롯하여, 특수한 기술로써 조정을 섬겼다.
벼슬은 우림가와 명가에 준하여 승진한다. 그러나 공경에 올라도 비참의에 머무르는 경우가 많았다.
화족령 시행 후에는 모든 반가가 자작가가 되었다. 단 사와 가는 메이지 유신의 공로로 백작가가 되었다.